# Lierop
Lierop is een dorp in de Nederlandse gemeente Someren in de provincie Noord-Brabant. Het dorp ligt in het noorden van de gemeente en telde in 2023 ruim 2.330 inwoners. Lierop was tot 1935 een zelfstandige gemeente.

## Etymologie
Lierop werd in 1155 nog geschreven als Lirdob en Lindor. In andere oude stukken werd Lierop vaak Leyendorp genoemd. Dit betekent 'dorp aan de Lije', en 'Lije' betekent: 'waterloop'. Op kaarten uit de 17e en 18e eeuw werd ook de naam 'Liedorp' gebruikt.

## Geschiedenis
Op de plaats waar nu Lierop ligt zijn tal van archeologische vondsten gedaan, die deels uit het neolithicum stammen, van 10.000 tot 1700 voor Christus. Ook uit de IJzertijd zijn resten gevonden. Wellicht is Lierop ontstaan in de vroege middeleeuwen als onderdeel van een domein dat bezit was van de Duitse keizer, die het in de 10e of 11e eeuw verdeelde tussen het kapittel van Sint-Servaas in Maastricht en het Sint-Lambertuskapittel te Luik. Voor het wereldlijk bestuur van hun grondbezit stelden deze kapittels vaak lokale heren als voogd aan. Vóór 1155 was de kerk van Lierop voor de helft in het bezit van Gerardus de Werd en voor de andere helft van de heer van Cuijk, die destijds ook heer van Asten was.
Naar Lierop werd voor het eerst verwezen in een akte van de abdij te Postel uit 1155. De Hertog van Brabant claimde dat hij juridische zeggenschap had over de bezittingen van de abdijen. Tezelfdertijd stimuleerde hij de lokale heren om schenkingen aan de abdijen te doen, zodat zijn eigen macht meer en meer werd gevestigd, wat ten koste van Gelre ging. Het document bevestigde het bezit van goederen door de abdij van Floreffe, die de priorij van Postel had gesticht in 1135.
Lierop kocht in 1328 haar gemeenterechten van hertog Jan III van Brabant. De gemeente werd begrensd door Eindehouts en Hoenderboom in het zuiden, en daarnaast ook Euvelwegen (Scorkene) bij Heeze, Bullingsberg, Stipdonk en Vlerken (Vladeraken).
De abdij van Postel bewerkstelligde vele ontginningen. Er werden hoeven gesticht te Moorsel, Boomen, Ter Hofstadt, Ten Berge, en Ten Eijnde, de Stipdonkse hoeve met de Stipdonkse Watermolen op de Aa, en het Slotje. Ook de hertog van Brabant had veel invloed. In 1328 kende hertog Jan III van Brabant gemeenterechten toe aan Lierop, waarbij een schepenbank werd ingesteld om recht te spreken.
De Gelderse Oorlogen leidden in 1543 tot een brandschatting door Maarten van Rossum, en ook de Tachtigjarige Oorlog bracht ellende vanwege doortrekkende en gelegerde troepen.
In Lierop en Mierlo vond er in 1595 een wreed heksenproces plaats.
In 1621 werd de priorij van Postel onafhankelijk van die van Floreffe en kwamen de bezittingen aan deze abdij, maar in 1648 werden ze onteigend door de Republiek der Verenigde Nederlanden, en ze kwamen in de 18e eeuw in handen van particulieren. Vervolgens eiste de inval van de Fransen (1672), de Spaanse Successieoorlog (1702) en de Oostenrijkse Successieoorlog hun tol.
In Lierop heeft destijds een kasteeltje gestaan “Cast van Luerop”.
Op een kaart van Jacob Aertsz Colom “La Mayerie de Bolduc” (rond 1600) wordt het kasteel van Lierop afgebeeld ter hoogte van de Oude Goorenweg. Op de kaart "pars Brabantiæ cujus caput Sylvaducis" (1645) wordt het "Casteel tot Lierop" genoemd.

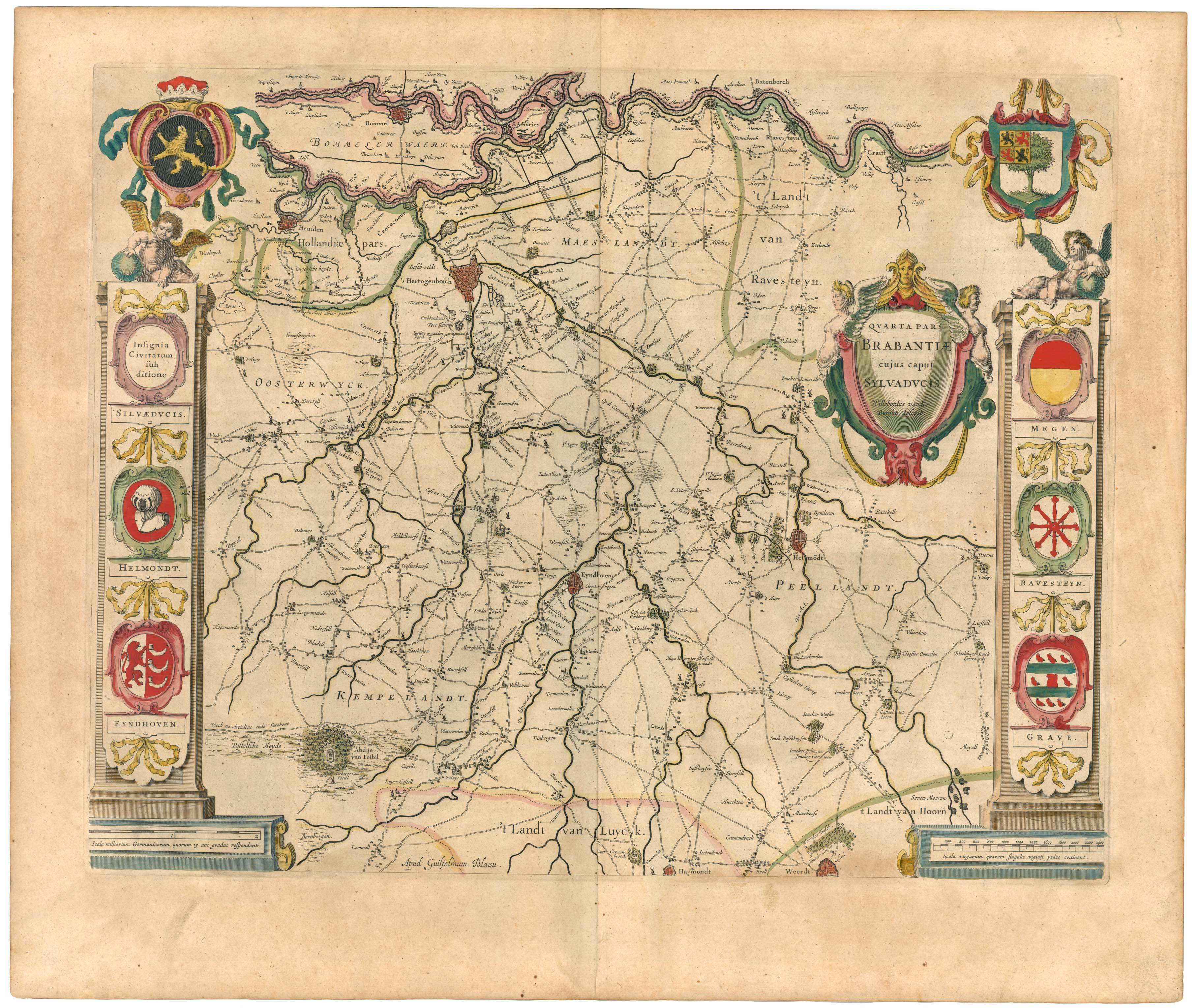
Het kasteeltje van Lierop staat ingetekend op deze kaart

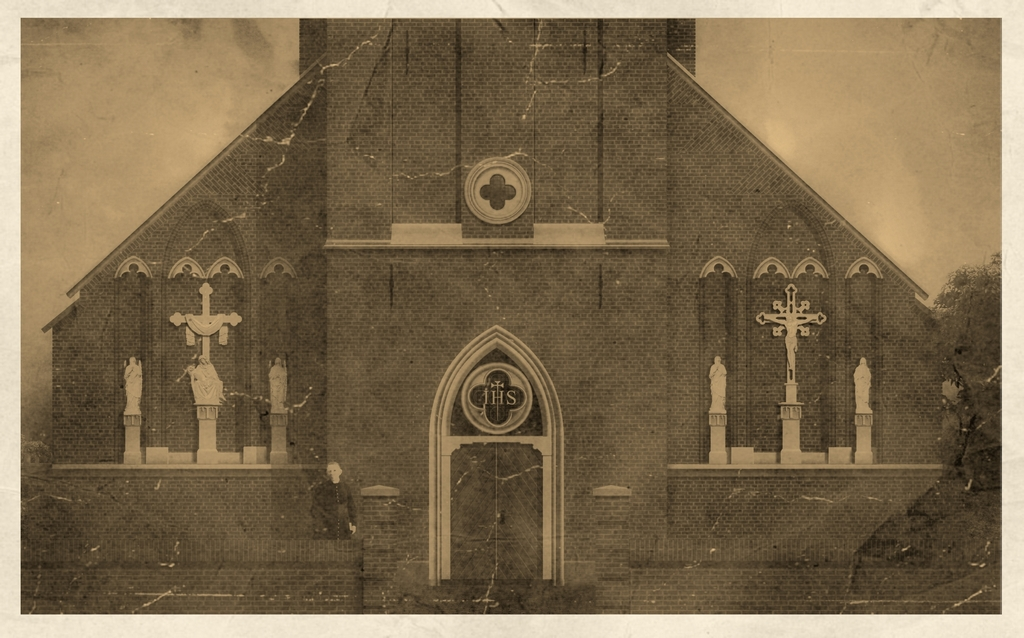
Oude Kerk Lierop voorzijde

In 1778 werd het eerste raadhuis gebouwd, terwijl in 1876 een nieuw gebouw in gebruik werd genomen. Dit deed als zodanig dienst tot 1935, toen Lierop ophield als zelfstandige gemeente te bestaan.
Vanouds stond de parochiekerk van Lierop te Asten, hoewel Lierop al voor 1155 een eigen kapel kende. In 1569 splitste de Lieropse parochie zich af en kreeg een eigen pastoor, doch de toenmalige kerk kwam in 1648 in handen van de protestanten, die in 1650 een predikant aanstelden voor Someren en Lierop. De katholieken bouwden een schuurkerk in 1664, terwijl ze in 1798 hun oorspronkelijke kerk terugkregen. Deze werd pas in 1821 weer daadwerkelijk in gebruik genomen, maar ze werd gesloopt in 1898. Toen was de nieuwe, tegenwoordig nog bestaande, kerk gereedgekomen.
In het jaar 2001 waren er plannen om heel het grondgebied van Lierop ten noorden van de A67 bij Helmond te voegen. De actiegroep 'Handen af van Lierop' en de val van het kabinet-Kok II hebben dit verhinderd.

## Topografie

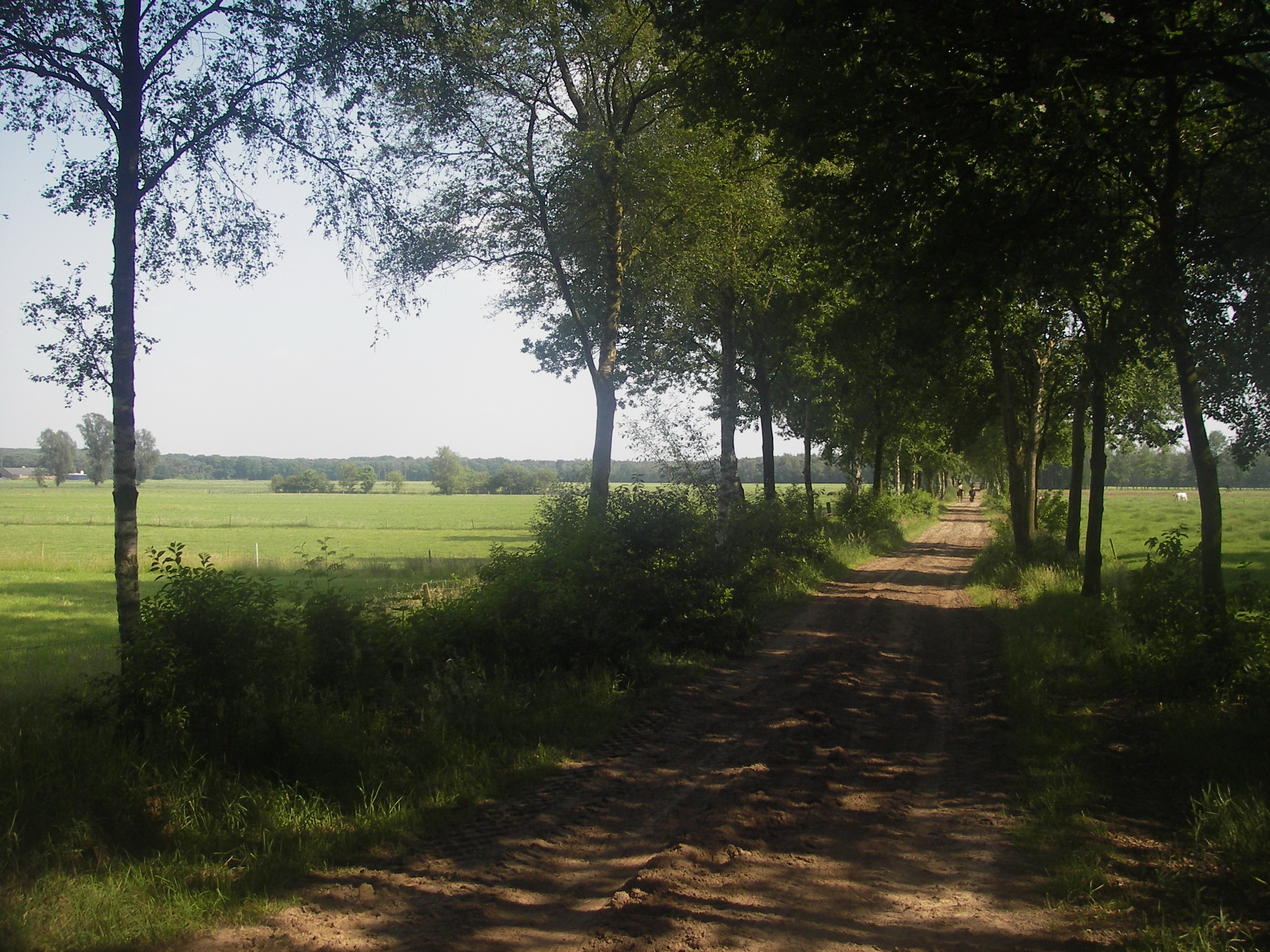
weilanden in het Meerven (2009)

Het grondgebied van Lierop beslaat het noordelijk deel van de gemeente Someren. Het grenst in het oosten aan gemeente Asten, in het noorden aan Helmond, in het noordwesten aan Geldrop-Mierlo, in het westen aan Heeze-Leende en in het zuiden aan de rest van Someren. De noord- en oostgrens worden gevormd door respectievelijk het Eindhovens Kanaal en de Zuid-Willemsvaart. In het uiterste noorden ligt de buurtschap Lungendonk en vormt de Goorloop de westgrens. Het grondgebied wordt verder in tweeën gedeeld door de Rijksweg 67. Net ten noorden van de snelweg liggen de Gebergten en Herselse Heide, een naaldbosgebied van ongeveer 150 ha, met daaromheen de buurtschappen Broekkant, Winkelstraat, Gebergte, Hersel, Eindje, Stipdonk en Achterbroek (van west naar oost). Ten westen van Broekkant, op de grens met Mierlo, ligt het natuurgebied Sang en Goorkens waar ook de Vleutloop stroomt. Ten zuiden van Stipdonk, tegen de Zuid-Willemsvaart aan, ligt het natuurgebied de Oude Gooren.
Lierop zelf ligt ten westen van de Zuid-Willemsvaart en direct ten zuiden van de snelweg. Het dorp is ongeveer een kilometer breed en een kilometer lang; het wordt omgeven door akkers en weilanden. De gehuchten Heieind, Oeijenbraak en Moorsel liggen westelijk en Berkeindje en Vaartsche Hoef zuidelijk van Lierop. Verder naar het zuidwesten ligt de Lieropsche Heide, een bos- en heidegebied van ca. 696 ha dat aansluit op de grotere Strabrechtse Heide. In het natuurgebied ligt onder meer het Beuven dat met een oppervlakte van ongeveer 85 ha een van de grootste vennen van Nederland is. Het Meerven ten westen van Berkeindje was eveneens een groot ven, maar is in de eerste helft van de twintigste eeuw ontgonnen voor de landbouw. De gekanaliseerde Meervensche Loop stroomt vanaf daar in noordoostelijke richting langs Lierop af. Naar het oosten – tussen Lierop en de Zuid-Willemsvaart – ligt de buurtschap Boomen. Zuidelijk daarvan ligt de buurtschap Otterdijk en het natuurgebied de Oeterd in het beekdal van de Kleine Aa.

## Bezienswaardigheden

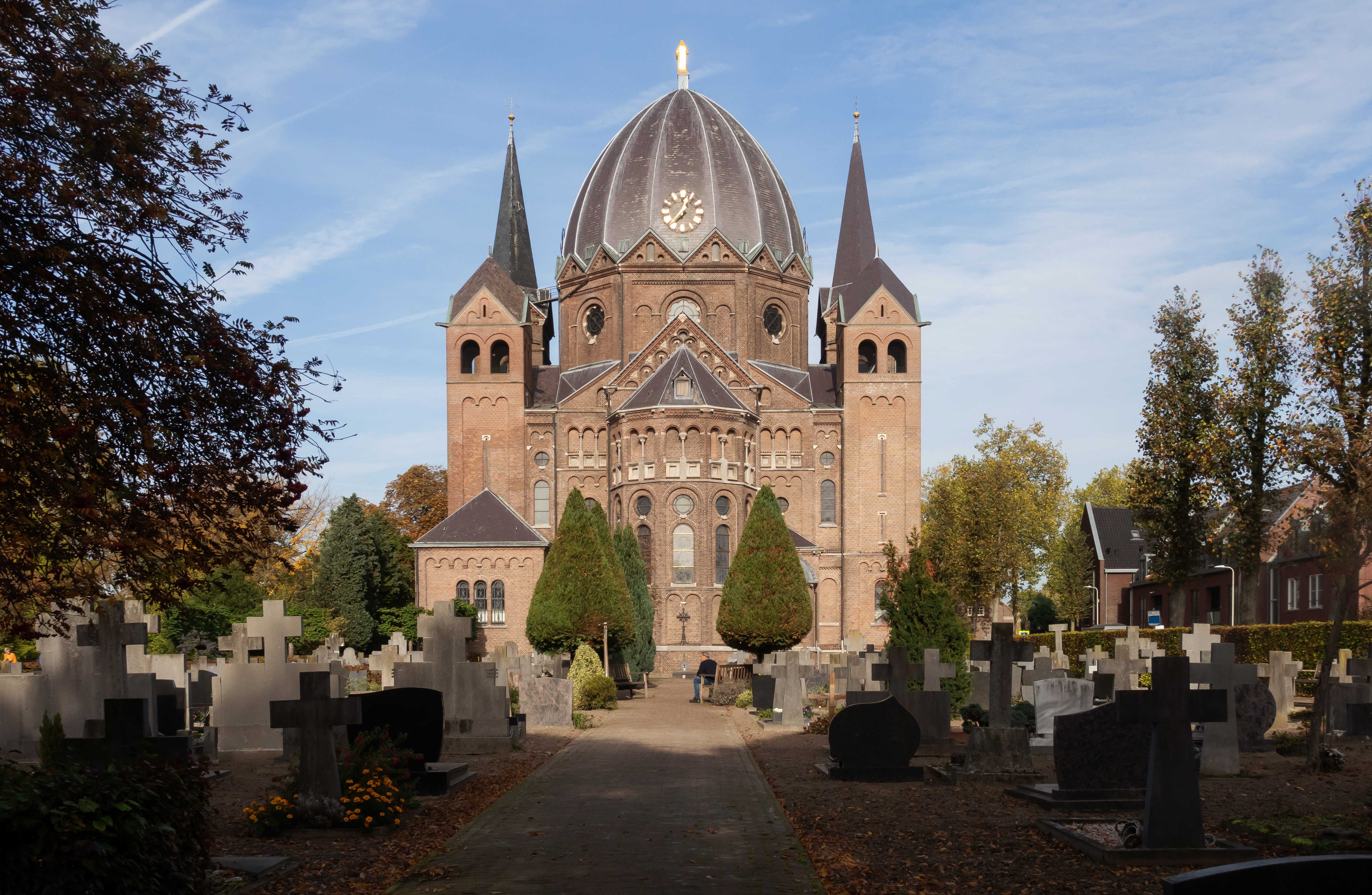
Heilige Naam Jezuskerk

- De neogotische Heilige Naam Jezuskerk uit 1892 is een schepping van Carl Weber. De wijding geschiedde in 1895. De koepelkerk heeft nog een bijzonder gaaf neogotisch interieur, en ze bevat tevens enkele kerkschatten uit voorgaande tijden. De twee zuidelijke torens waren oorspronkelijk hoger dan de twee noordelijke.
- Buurtschap Boomen, ten oosten van Lierop, bezit een aantal fraaie langgevelboerderijen. Ook vindt men daar, op Boomen 14, de Marialinde uit 1640. Na de Tweede Wereldoorlog is in deze boom een Mariabeeld geplaatst uit dank voor het feit dat in Lierop geen oorlogsslachtoffers zijn gevallen. De boerderij op nummer 31 dateert uit 1880. De buurtschap bestond voor 1741 uit slechts één boerderij. Dat aantal is uitgegroeid tot vijf aan het begin van de 19e eeuw. Na de ruilverkaveling in 1955 is een aantal boerderijen verdwenen.[4] Het gebied is een beschermd dorpsgezicht.
- Ook vindt men enkele langgevelboerderijen ten westen en ten noorden van het dorp, onder meer te Hersel, waar zich ook een driehoekig plein of plaatse bevindt dat nu met bomen is beplant.
- Lierop telt drie oorlogsmonumenten, die herinneren aan de omgekomen bemanningsleden van tijdens de Tweede Wereldoorlog neergestorte Britse vliegtuigen, zoals in 1942 en 1944, en aan Frank Doucette, een Amerikaans vlieger en ondergronds verzetsstrijder, die in 1944 gesneuveld is. Ten zuidwesten van Moorsel bevindt zich het restant (bakstenen oven) van het in 1943 gebouwde onderduikerskamp Kamp Dennenlust.
- De Gildekapel aan de Herselseweg is gebouwd in 1955 door de beide Lieropse schuttersgilden (Gilde Sint Antonius Abt en Gilde Onze Lieve Vrouw van de Zeven Weeën). Ze is gewijd aan Maria Koningin van de Vrede.
- De zonnetempel Lux et Terra, het levenswerk van de beeldhouwer Luciën van der Eerden, is een ode aan de zon en aarde (lux et terra, tevens een verwijzing naar zijn voor- en achternaam). Lux et Terra is een collectief van beeldhouwers, aan de Oeijenbraak.
- Grenspaal de Hoenderboom, bij deze historische grenspaal gelegen aan de rand van Strabrechtse Heide grensden in het verleden vijf gemeenten aan elkaar, namelijk Someren, Maarheeze, Heeze, Mierlo en Lierop.

## Cultuur
Sinds de jaren 1970 wordt in de zomer het Nirwana Tuinfeest in het dorp gehouden. Het festival trok in 2019 zo'n vijftienduizend bezoekers en wordt georganiseerd door het plaatselijke jongerencentrum in samenwerking met andere (oud-)dorpsbewoners. In de jongerensoos treden het jaar door ook artiesten en bands op.

## Verkeer en vervoer
Lierop ligt op de doorgaande weg van Someren naar Mierlo en is middels de weg ook verbonden met Helmond en Asten. Ten oosten van het dorp ligt afslag 35 van de A67 naar Eindhoven en Venlo; bij de afslag is eveneens aansluiting op de N266 naar Nederweert en de N612. Tussen het dorp en de omliggende kernen liggen daarnaast fietspaden. Bovendien is Lierop aangesloten op het regionale fietsroutenetwerk en wordt het dorp aangedaan door de landelijke fietsroute 13. Het openbaar vervoer wordt verzorgd door Hermes onder de naam Bravo; Lierop heeft drie bushaltes (een in het dorp en twee in het buitengebied) op de lijn tussen Eindhoven en Helmond via Someren.

## Geboren in Lierop
- Matthias van Lierop (16e eeuw), dominicaan
- Nicolaus Doers (1763-1821), burgemeester
- Jan Hendrikx (1944-2021), burgemeester
- Saske van der Eerden (1971), beeldhouwster
- Vivian Reijs (1977), presentatrice
- Ron Vorstermans (1990), journalist
- Evy Kuijpers (1995), wielrenster
- Joanne van Lieshout  (2002), judoka